# Cavezzana d'Antena
Cavezzana d'Antena  è una frazione del comune italiano di Pontremoli, nella provincia di Massa-Carrara.

## Geografia fisica
Il borgo è situato nella Val d'Antena, lungo il percorso della Via Francigena.
Nei dintorni di Cavezzana d'Antena si trova una sorgente di acque sulfuree.

## Monumenti e luoghi d'interesse
La chiesa parrocchiale di Santa Maria Assunta |è menzionata fin dal XV secolo; al suo interno ci sono due altari, oltre a quello maggiore, dedicati uno alla Beata Vergine del Suffragio e l'altro al Santissimo Rosario. Sono presenti anche due statue raffiguranti Sant'Antonio da Padova e Santa Rita.
In località presso Groppoli c'è un piccolo oratorio dedicato a Sant'Anna.

## Società

### Tradizioni e folclore
- Santa Maria Assunta
- Sant'Anna e Gioachino
- Madonna delle Grazie